# 790-й отдельный разведывательный артиллерийский дивизион
790-й отдельный армейский разведывательный артиллерийский дивизион Резерва Главного Командования — воинское формирование Вооружённых Сил СССР, принимавшее участие в Великой Отечественной войне.
Сокращённое наименование — 790-й оарадн РГК. Полевая почта 48602

## История
Сформирован на базе разведывательного артиллерийского дивизиона 24-го пушечного артиллерийского полка 54-й армии Ленинградского фронта 27 апреля 1942 года. В действующей армии с 27 апреля 1942 по 15 июня 1944.
С 27 апреля 1942 вёл артиллерийскую разведку в интересах артиллерии соединений и объединений Ленинградского и Волховского фронтов. 15 июня 1944 года в соответствии с приказом НКО СССР от 16 мая 1944 года № 0019, директивы заместителя начальника Генерального штаба РККА от 22 мая 1944 г. №ОРГ-2/476 790-й отдельный разведывательный артиллерийский дивизион обращён на формирование 127-й пушечной артиллерийской бригады 21-й армии Ленинградского фронта.

## Состав
С 2 мая 1942 года штат 08/97
- Штаб
- Хозяйственная часть
- Батарея звуковой разведки (БЗР)
- Батарея топогеодезической разведки (БТР)
- Взвод оптической разведки (ВЗОР) (на 2 мая 1942г. не сформирован)
- Фотограмметрический взвод (ФВ)
- Артиллерийский метеорологический взвод (АМВ)
- Авиационное корректировочное звено (не сформировано)
- Хозяйственный взвод
- Пункт медицинской помощи

С августа 1943 года штат 08/555
- Штаб
- Хозяйственная часть
- 1-я Батарея звуковой разведки (1-я БЗР)
- 2-я Батарея звуковой разведки (2-я БЗР)
- Батарея топогеодезической разведки (БТР)
- Взвод оптической разведки (ВЗОР)
- Фотограмметрический взвод (ФВ)
- Хозяйственный взвод
- Пункт медицинской помощи

## Подчинение
| Дата                | Фронт                                | Армия         | Корпус | Дивизия | Бригада | Примечания |
| ------------------- | ------------------------------------ | ------------- | ------ | ------- | ------- | ---------- |
| 27.04.42−20.05.42г. | Ленинградский фронт                  | 54-я армия    | -      | -       | -       | -          |
| 20.05.42−1.07.42г   | Ленинградский фронт Волховский фронт | 8-я армия     | -      | -       | -       | -          |
| 1.07.42−31.12 42г.  | Волховский фронт                     | 54-я армия    | -      | -       | -       | -          |
| 1.01.43−28.02.43г   | Волховский фронт                     | 2-я уд. армия | -      | -       | -       | -          |
| 1.03.43−20.02.44г   | Волховский фронт                     | 8-я армия     | -      | -       | -       | -          |
| 20.02.44−22.04.44г  | Ленинградский фронт                  | 2-я уд. армия | -      | -       | -       | -          |
| 22.04.44−15.06.44г  | Ленинградский фронт                  | 21-я армия    | -      | -       | -       | -          |

## Командование дивизиона
Командир дивизиона
- капитан Семёнов Павел Павлович
- майор Цокало Никита Александрович

Заместитель командира дивизиона 
- капитан Семёнов Павел Павлович
- майор Дешко Алексей Афанасьевич

Начальник штаба дивизиона
- ст. лейтенант Бардин
- майор Дешко Алексей Афанасьевич
- капитан ВорсульГлеб Константинович
- капитан Писарев Николай Семёнович

Заместитель командира дивизиона по политической части
- майор Чернявский Иван Борисович

Помощник начальника штаба дивизиона
- ст. лейтенант Писарев Николай Семёнович
- ст. лейтенант Карманчук Фёдор Васильевич

Помощник командира дивизиона по снабжению
- капитан Павлов Алексей Павлович

## Командиры подразделений дивизиона
Командир  БЗР (до октября 1943 года)
- капитан Кочергин Николай Ильич Михаил Иосифович
- ст. лейтенант Губко Фёдор Семёнович

Командир 1-й БЗР
- капитан Шударев Дмитрий Ефремович
- ст. лейтенант Писарев Николай Семёнович
- ст. лейтенант Никифоров Алексей Николаевич

Командир 2-й БЗР
- ст. лейтенант, капитан Губко Фёдор Семёнович

Командир БТР
- капитан Павлов Анатолий Иванович
- ст. лейтенант Ган Абрам Израилович

Командир ВЗОР
- ст. лейтенант Колесников Владимир Игнатьевич

Командир ФГВ
- ст. техник- лейтенант Ефремов Михаил Иванович

Командир АМВ
- ст. лейтенант  АнитовСергей Сергеевич